# Alfred Cahen
Alfred Cahen (Elsene, 28 september 1929 – Brussel, 19 april 2000) was een Belgisch diplomaat en hoge ambtenaar.

## Biografie
In 1956 begon Alfred Cahen te werken bij het Ministerie van Buitenlandse Zaken en begin jaren 1960 was hij werkzaam op de Belgische ambassade in Kinshasa. Hij zal nog voor een lange tijd zijn stempel op de Belgische Afrikapolitiek drukken. Van 1977 tot 1979 was hij kabinetschef van de socialistische minister van Buitenlandse Zaken Henri Simonet. Die laatste verklaarde in zijn memoires dat Cahen een oprechte affectie toonde voor vele Zaïrezen en een grote bewondering voor president Mobutu had. Van juni 1985 tot mei 1989 was Cahen secretaris-generaal van de West-Europese Unie (WEU). In die periode kwam hij met de naar hem vernoemde Cahen-doctrine.
Daarna was hij tot 1996 de Belgische ambassadeur in Parijs. Na zijn pensioen werd Cahen in 1997 secretaris-generaal van de Atlantic Treaty Association.
Daarnaast doceerde Cahen aan de Université libre de Bruxelles.

## Publicaties
- Foreign Policy Cooperation and Security Policy, in Marcel van Meerhaeghe (ed.), Belgium and EC Membership Evaluated (Pinter, London 1992), p. 88-97.